# 30 Cygni
30 Cygni, som är stjärnans Flamsteed-beteckning, är en ensam stjärna belägen i den mellersta delen av stjärnbilden Svanen. Den har en  genomsnittlig skenbar magnitud på ca 4,83 och är svagt synlig för blotta ögat där ljusföroreningar ej förekommer. Baserat på parallaxmätning inom Hipparcosuppdraget på ca 5,3 mas, beräknas den befinna sig på ett avstånd på ca 610 ljusår (ca 190 parsek) från solen. Den rör sig närmare solen med en heliocentrisk radialhastighet av ca -26 km/s.

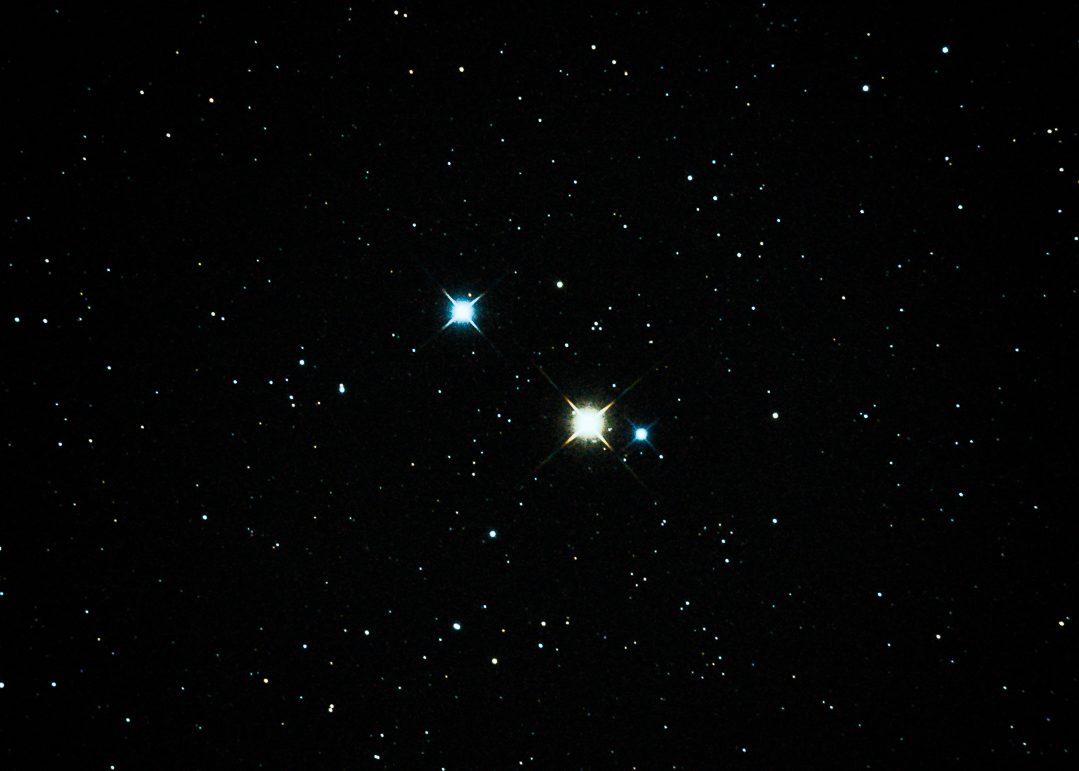
Blåvita 30 Cygni snett uppe till vänster, med dubbelstjärnan 31 Cygni A och B nere till höger. 31 Cygni har också Bayer-beteckningen Omikron Cygni.

Bayer-beteckningen Omicron Cygni har i olika sammanhang applicerats på två eller tre av stjärnorna 30, 31 och 32 Cygni. För tydlighetens skull är det att föredra att använda Flamsteed-beteckningen 30 Cygni snarare än en av Bayer-beteckningarna.

## Egenskaper
30 Cygni är en vit till blå jättestjärna av spektralklass A5 IIIn. Den har en radie som är ca 1,4 solradier och utsänder ca 324 gånger mera energi än solen från dess fotosfär vid en effektiv temperatur av ca 7 /700 K.
30 Cygni är en misstänkt variabel, som varierar mellan visuell magnitud +4,81 och 4,94 utan någon fastställd periodicitet.